# والری مفچان
والری مفچان (ایتالیایی: Valery Movchan؛ زادهٔ ۱۴ ژوئن ۱۹۵۹) دوچرخه‌سوار اهل اتحاد جماهیر شوروی سوسیالیستی است.
وی در مسابقات کشوری و بین‌المللی در مجموع برندهٔ ۱ مدال طلا شده‌است.